# Casa memorială a lui N. F. Lebedenco
Casa memorială a lui N. F. Lebedenco este o clădire amplasată în Lebedenco, raionul Cahul, Republica Moldova. Este un monument istoric de importanță națională inclus în Registrul monumentelor Republicii Moldova ocrotite de stat cu nr. 42 (raionul Cahul).